# Покойницкая (река)
Поко́йницкая (также Бунилбиратын) — река в Таймырском Долгано-Ненецком и Туруханском районах Красноярского края России, левый приток Большой Хеты. Длина реки — 171 км, площадь водосборного бассейна — 3610 км².
Начинается на высоте более 104 м над уровня моря в правобережье верхнего течения реки Турухан на севере Туруханского муниципального района Красноярского края. Почти на всём своём протяжении образует границу между Таймырским Долгано-Ненецким и Туруханским районами. Преимущественное направление течения — северо-западное. Протекает по незаселённой заболоченной лесотундровой местности. Впадает в Большую Хету слева в 380 км от её устья. В нижнем течении ширина русла достигает 60 м при глубине 2,5 м, скорость течения — 0,3 м/с.
Наиболее значительные притоки: Осетровая (Танангда) (левый), Хурогочан (правый), Арнактачи (левый).

## Данные водного реестра
По данным государственного водного реестра России относится к Енисейскому бассейновому округу, речной бассейн реки — Енисей, речной подбассейн реки — Енисей ниже впадения Нижней Тунгуски, водохозяйственный участок реки — Енисей от в/п города Игарка до устья без реки Хантайка от истока до Усть-Хантайского гидроузла.
Код объекта в государственном водном реестре — 17010800412116100108224.